# Provinz Kawachi

Provinz Kawachi

Kawachi (jap. 河内国, Kawachi no kuni) oder Kashū (河州) war eine der Provinzen Japans und nach der Gokishichidō-Einteilung eine der Inneren Provinzen (Kinai), die im südöstlichen Teil der heutigen Präfektur Osaka lag. 
Kawachis alte Hauptstadt (kokufu) vermutet man bei Fujiidera. Kawachi war eine relativ kleine Provinz und wurde für gewöhnlich von den Herrschern in der Burg Ōsaka und der Provinz Settsu dominiert.
Erhalten haben sich traditionell waghalsige Volksfeste, bei denen mehrere tonnenschwere Mikoshi mit großem Schwung um Straßenecken geschleudert werden und eine ebenso derbe Variante des regionalen Kansai-Dialekts.
Nach dem Shoku Nihongi wurden am 23. April 715 die Bezirke Izumi und Hine, sowie am 8. Mai zusätzlich Ōtori ausgegliedert und daraus die alte Provinz Izumi gegründet. Am 15. September 740 wurde diese wieder nach Kawachi ein-, jedoch am 30. Mai 757 erneut endgültig ausgegliedert.